# Delano (Califórnia)
Delano é uma cidade localizada no estado americano da Califórnia, no Condado de Kern. Foi fundada em 1873 e incorporada em 13 de abril de 1915.

## Geografia
De acordo com o United States Census Bureau, a cidade tem uma área de 37,2 km², onde 37 km² estão cobertos por terra e 0,2 km² por água.

### Localidades na vizinhança
O diagrama seguinte representa as localidades num raio de 24 km ao redor de Delano. 

## Demografia
Segundo o censo nacional de 2010, a sua população é de 53 041 habitantes e sua densidade populacional é de 1 432,12 hab/km². Possui 10 713 residências, que resulta em uma densidade de 289,25 residências/km².

## Lista de marcos
A relação a seguir lista as entradas do Registro Nacional de Lugares Históricos em Delano. Aquelas marcadas com ‡ também são um Marco Histórico Nacional.
- National Farm Workers Association Headquarters
- The Forty Acres‡